# Blechnales
Blechnales es un orden de plantas en la clase Polypodiopsida dentro de la división Monilophyta que incluye los helechos modernos. Tiene las siguientes familias:

## Familias
- Blechnaceae - Aspleniaceae - Dryopteridaceae - Lomariopsidaceae - Thelypteridaceae - Woodsiaceae